# Вульштейн, Хорст Людвиг
Хорст Людвиг Вульштейн (нем. Horst Ludwig Wullstein; 24 июля 1906, Галле, Саксония-Анхальт — 24 января 1987, Вюрцбург) — немецкий врач, оториноларинголог, отохирург, университетский преподаватель. Известен своими работами по слухоулучшающим операциям.

## Биография
Сын хирурга Людвига Луи Вульштейна (1864—1930). Есть сведения, что Хорст Вульштейн до того, как занялся медициной, работал в горной промышленности на доменной печи.
С 1925 по 1930 год Хорст Вульштейн изучает медицину в Мюнхене. Затем продолжил медицинское образование во Фрайбурге, Вене, Дюссельдорфе, Йене, Гамбурге. Так, например, в Йене работал под руководством Йоханнеса Занге (1880—1969). В Мюнхене работал с фониатром Максом Надолечны (пол. Max Nadoleczny; 1874—1940). В Берлине с Вильгельмом Тренделенбургом (нем. Ernst Wilhelm Theodor Trendelenburg; 1877—1946).
В годы Второй мировой войны Хорст Вульштейн был военным врачом в Университете Страсбурга, который в то время носил название Рейхсуниверситет Страсбурга, под руководством декана Йоханнеса Штайна (нем. Johannes Stein; 1896—1967). В 1944 году стал французским пленником (как и Й.Штайн). Освобожден в 1947 году.
После войны несколько лет работал в Зигене. Заинтересовался проблемой хирургического лечения отосклероза, тимпанопластикой. Один из первых начал использовать интраоперационно микроскоп в хирургии среднего уха. Наконец, в 1955 году приглашен на кафедру оториноларингологии Университетета Вюрцбурга, Бавария.
Хорст Вульштейн был дважды женат. Его первая жена умерла в 1963 году. Вторая жена Сабина Вульштейн (нем. Sabina Regina Terezija Wullstein), была его коллегой по Вюрцбургскому университету. Сабина Вульштейн — уроженка хорватского города Ястребарско, выпускница Загребского университета, с 1964 года работает в Вюрцбурге. В 1968 году они поженились. Вместе они разрабатывали новые микрохирургические операции.
В 1975 году Хорст Вульштейн был уволен по возрасту. Но позже он со своей женой открыли в Вюрцбурге частную клинику.

## Классификация тимпанопластик по Вульштейну
В 1968 году издательство Thieme выпускает книгу Вульштейна «Operationen zur Verbesserung des Gehores». Книга становится своеобразным бестселлером в отохирургии. В 1972 году книга под редакцией Николая Александровича Преображенского переводится на русский язык под названием «Слухоулучшающие операции». C тех пор в хирургии среднего уха становится широко известна классификация тимпанопластик по Вульштейну на 5 типов:
- Тимпанопластику I типа производят после ревизии барабанной полости, когда хирург убедился в интактности цепи слуховых косточек, отсутствии грануляций в области устья слуховой трубы и окон лабиринта. В этом случае ревизию барабанной полости завершают мирингопластикой.
- Тимпанопластику II типа выполняют при повреждении цепи слуховых косточек — дефекте рукоятки молоточка, но при сохранённом наковальне-стременном сочленении. В этом случае неотимпанальную мембрану укладывают на длинный отросток наковальни (лентикулярный отросток) и выполняют мирингоинкудопексию. Однако такое сочетание поражения цепи слуховых косточек встречают достаточно редко, так как чаще при дефекте рукоятки молоточка возникает разрушение длинного отростка наковальни, что требует проведения оссикулопластики.
- Тимпанопластика III типа означает мирингостапедопексию, не подразумевая использования колумеллы. В настоящее время такой тип тимпанопластики используется редко. Большинство отохирургов в данном случае устанавливают протез на головку стремени.
- Тимпанопластика IV типа состоит в экранировании окна улитки при отсутствии арок стремени.
- Тимпанопластика V типа. При этом типе тимпанопластики производят фенестрацию латерального полукружного канала. В настоящее время используют крайне редко.

Позднее классификация не раз модифицировалась. Но все равно по-прежнему тимпанопластики подразделяют на 5 типов с определенными нюансами и изменениями.